# Ålandski otoci
Ålandski otoci (švedski: Landskapet Åland, finski: Ahvenanmaan maakunta/Ahvenanmaa) je otočje u Finskoj između Baltičkog mora i Botničkog zaljeva. Otoci čine autonomnu i demilitariziranu pokrajinu u Finskoj. Glavni grad je Mariehamn. Ålandske otoke čine Glavni otok (švedski: Fasta Åland), s 90 % stanovništva, i istočni dio otočja s oko 6500 otoka na ulazu u Botnički zaljev. Većina stanovnika (92,4 %) govori švedski kao prvi jezik koji je i jedini službeni jezik.

## Povijest
Åland je dugo bio dio Švedske i njegova je kultura i danas puno sličnija Švedskoj. Åland je bio pokrajina Švedske od vikinškog doba ili još ranije.
Åland je jedan od teritorija koje je Rusija prisvojila od Švedske Fredrikshamnskim sporazumom 1809. godine i otoci su postali dio poluautonomnog Velikog Vojvodstva Finske. Kada su otoci pripali Rusiji, Šveđani nisu uspjeli omogućiti dogovorom neprisutnost vojske na otocima. To nije bilo bitno samo Šveđanima, već je i Ujedinjeno Kraljevstvo bilo zabrinuto da će vojno prisustvo na otocima ugroziti njihov trgovački interes u regiji.
Godine 1832. Rusi su počeli praviti tvrđavu na otoku, Bomarsund. Tvrđava je osvojena i uništena od strane Francuza i Britanaca 1854. godine, kao dio operacije na Baltiku za vrijeme Krimskog rata. Sporazumom u Parizu 1856. godine, Ålandski otoci su postali demilitarizirani.
Za vrijeme građanskog rata u Finskoj 1918. godine, švedske postrojbe su se umiješale u mirovne svrhe, između ruskih postrojbi koje su bile na otocima i postrojbi "bijelih" i "crvenih", koje su dolazile iz Finske. Za nekoliko tjedana, švedske postrojbe su zamijenjene njemačkim postrojbama pod odlukom finske "bijele" vlade. Od 1917. godine, stanovnici otočja su se pokušavali pripojiti svojoj matici, Švedskoj. Anketu za pripojenje Švedskoj, poduprlo je 96,2 % stanovnika. Švedski nacionalizam je rastao, kao što je u Finskoj raslo antišvedsko raspoloženje, kao i jako mišljenje protiv rusifikacije i borbe za autonomiju Finske. Zbog toga, nastajali su sukobi između stanovnika koji su govorili finski i švedskog govornog stanovništva u Finskoj, zbog čega su se stanovnici Ålandskih otoka pribojavali budućnosti u takvoj državi.
Usprkos tome, Finska nije bila spremna za okupaciju otočja i ponudili su autonomni status umjesto odvajanja. Ipak, stanovnici nisu prihvatili ponudu i takva neriješena situacija je došla pred Ligu naroda. 
Ta međunarodna organizacija je odlučila da Finska treba zadržati suverenitet, ali Ålandski otoci trebaju postati autonomni teritorij. Finska je imala obvezu osigurati stanovništvu Ålanda pravo na švedski jezik, kao i pravo na vlastitu kulturu i lokalne običaje. Sporazumom je zajamčen neutralni status otočja, kao i zabranu bilo kakve vojne nazočnosti na otocima.

## Zemljopis
Ålandski otoci se nalaze na strateški važnom položaju, na sjevernom ulazu u stockholmsku luku, ulazu u Botnički zaljev, kao i u neposrednoj blizini Finskog zaljeva.
Ålandsko otočje se sastoji od oko 300 nenaseljenih otoka i oko 80 naseljenih, kao i oko 6000 sprudova. Otočje je na istoku spojeno s Turkulandski otočjem (finski: Turunmaan saaristo, švedski: Åbolands skärgård) koje se proteže prema jugoistočnoj obali Finske. Otoci su uglavnom stjenovite građe, s malo zemljane površine i oštrom klimom.
Površina otočja čini oko 1512 km². 90 % stanovništva živi na Glavnom otoku (Fasta Åland), gdje se nalazi i glavni grad, Mariehamn. Glavni otok je i najveći otok s površinom od 1010 km² (70 % teritorija Ålandskih otoka), veliko je oko 50 km u smjeru sjever-jug i oko 45 km istok-zapad.
Za vrijeme političke krize na otocima postojali su razni zemljovidi otoka. Na švedskim zemljovidima veći dio stanovništa je prikazan na glavnom otoku, bez manjih otoka prema Finskoj, kako bi izgledalo da su otoci bliže Švedskoj. 
Na finskim zemljovidima otočje je nacrtano kako se proteže prema Finskoj, i manji otoci na istoku su prikazani veće, kako bi izgledalo da su otoci bliže Finskoj. Stvarni zemljovid pokazuje da je veća udaljenost od Švedske, nego od Finske.

## Politika
Autonomni status otočja je potvrdila Liga naroda 1921. godine, kao i u malo drugačijem kontekstu EU pri ulasku Finske u Europsku uniju. Prema sporazumu, Åland je politički neutralan i potpuno demilitariziran teritorij. Ålandu je dodijeljena velika autonomija u parlamentu Finske 1920. godine, sa zadnjim promjenama 1991. S finskim pristupom u EU, protokol prema otocima nalaže, pored ostalog, da Europska unija uvaži određena ograničenja za strance oko prava na vlasništvo u određenim područjima.
Ålandski otoci imaju svoju vladu i parlament (Lagting). Vlada je zavisna o parlamentu, po načelima parlamentarizma. Ålandski otoci imaju vlastitu zastavu, kao i svoju poštu od 1984. godine, vlastitu policiju i samostalno članstvo u Nordijskom vijeću. Budući da su otoci demilitarizirani, muško je stanovništvo oslobođeno vojne obveze.
Suverenitet Ålanda pripada Finskoj, pa Åland nije nezavisan. Ålandskim otocima je zajamčena zastupljenost u finskom parlamentu kroz jednog zastupnika.

## Gospodarstvo
Gospodarstvo na Ålandu ovisi od brodarstva, trgovine i turizma. Brodarstvo čini oko 40 % gospodarske aktivnosti, s nekoliko međunarodnih prijevoznika koji rade na Ålandu. Mnoga poduzeća koja se ne bave brodarstvom su mala, sa samo nekoliko zaposlenih. Poljoprivreda i ribarstvo su važni u proizvodnji hrane.
Ukidanje poreza na brodovima koji voze između zemalja Europske unije je potaknulo Finsku da zahtijeva iznimku od Europske unije za Ålandske otoke. Oslobađanje od poreza omogućuje trajektima između Finske i Švedske bescarinsku kupovinu na brodovima (samo ako pristanu u Mariehamn). To znači da je Åland izvan carinske zone Europske unije.
Nezaposlenost na otocima je 1,8 % u 2004. godini.

## Stanovništvo
Većina stanovnika (92,4 %) govori švedski kao prvi jezik (koji je i jedini službeni jezik), ostatak govori finski (5 %). U ostatku Finske, službeni su i finski i švedski jezik. Etnička pripadnost stanovnika je i dalje osjetljiva tema. Mnogi sebe smatraju etničkim Šveđanima, dok ima i broj koji sebe smatraju finskim Šveđanima . Jezik kojim se govori je bliži narječju švedskog jezika iz Švedske, nego švedskog koji se govori u Finskoj.
Velika većina stanovnika, 94,8 % pripadaju Evangelističkoj Luteranskoj Crkvi. 

## Poznate osobe
- Adolf Dahl, švedski slavist i prevoditelj hrvatskih djela

## Vanjske poveznice
- Åland  Arhivirana inačica izvorne stranice od 19. srpnja 2006. (Wayback Machine) - službene stranice
- Lagtinget  Arhivirana inačica izvorne stranice od 27. listopada 2007. (Wayback Machine) Ålandski parlament
- Ålandska vlada  Arhivirana inačica izvorne stranice od 4. ožujka 2004. (Wayback Machine)